# Tattoo (Loreen)
Tattoo è un singolo della cantante svedese Loreen, pubblicato il 25 febbraio 2023.
Il brano ha vinto l'Eurovision Song Contest 2023 con 583 punti totalizzati.

## Descrizione
Durante un'intervista con NME, Loreen ha raccontato il significato del brano:

## Promozione

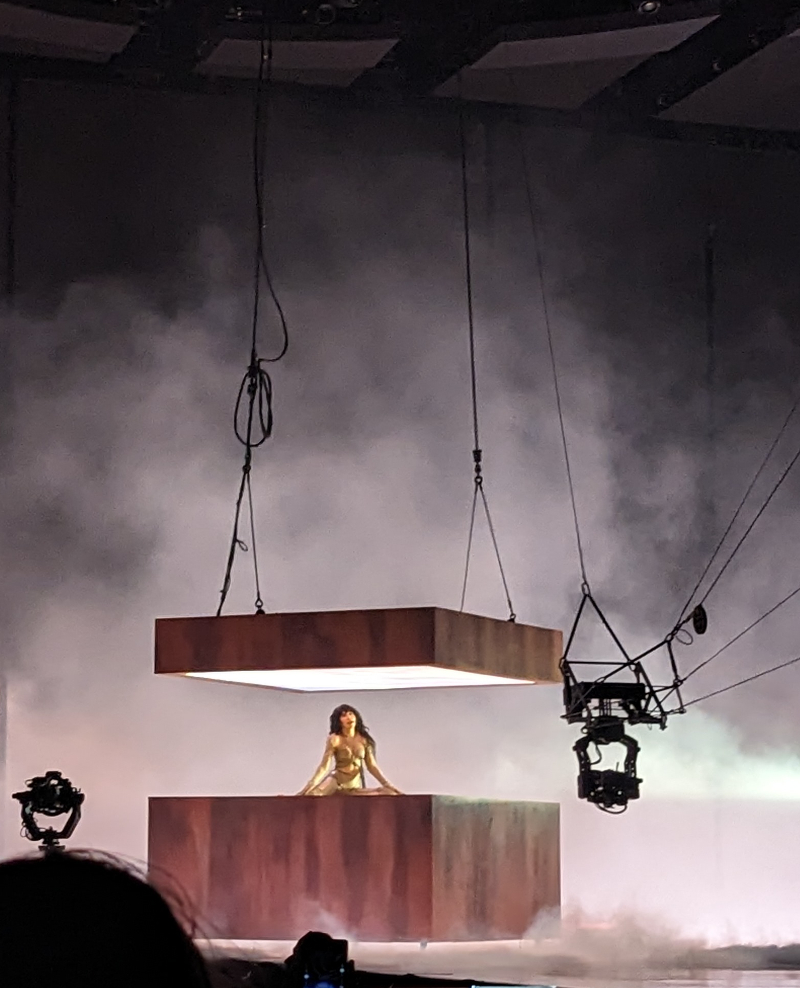
Loreen durante l'esecuzione di Tattoo alle semifinali dell'Eurovision Song Contest, 8 maggio 2023

Con Tattoo Loreen ha preso parte a Melodifestivalen 2023, la competizione canora utilizzata dalla Svezia come processo di selezione per l'Eurovision Song Contest. È la sua quarta partecipazione al concorso svedese dopo le edizioni 2011, 2012 (che ha vinto con Euphoria) e 2017. Essendo risultata la più votata dal pubblico fra i sette partecipanti alla quarta semifinale del Melodifestivalen dov'era in gara, ha avuto accesso diretto alla finale, dove il voto combinato di giuria e pubblico l'ha eletta vincitrice e rappresentante nazionale sul palco eurovisivo a Liverpool.
Nel maggio successivo, dopo essersi qualificata dalla prima semifinale, Loreen si è esibita nella finale eurovisiva, risultando vincitrice con 583 punti totalizzati. Ha ottenuto una vittoria schiacciante nel voto delle giurie nazionali, che le hanno assegnato 340 punti, quasi il doppio rispetto al secondo classificato; nel televoto si è invece piazzata seconda con 243 punti, un distacco di 133 punti rispetto al brano finlandese, preferito del pubblico; una volta sommati i punteggi, Loreen è risultata vincitrice del festival.

## Tracce
Testi e musiche di Jimmy "Joker" Thörnfeldt, Jimmy Jansson, Loreen Talhaoui, Cazzi Opeia, Peter Boström e Thomas G:son.
1. Tattoo – 3:03

## Successo commerciale
Il giorno successivo alla vittoria all'Eurovision, Tattoo ha raccolto 4,2 milioni di riproduzioni streaming sulla piattaforma Spotify, segnando il record per il maggior numero di stream in una singola giornata per una canzone proveniente dal festival. Nello stesso giorno Loreen è diventata l'artista svedese femminile con più riproduzioni raccolte in un solo giorno.

## Classifiche

### Classifiche settimanali
| Classifica (2023) | Posizione massima |
| ----------------- | ----------------- |
| Austria           | 1                 |
| Belgio (Fiandre)  | 1                 |
| Belgio (Vallonia) | 1                 |
| Bielorussia       | 2                 |
| Bulgaria          | 3                 |
| Croazia           | 5                 |
| Danimarca         | 13                |
| Estonia           | 20                |
| Finlandia         | 3                 |
| Francia           | 12                |
| Germania          | 7                 |
| Grecia            | 1                 |
| Irlanda           | 3                 |
| Islanda           | 1                 |
| Israele           | 23                |
| Italia            | 24                |
| Kazakistan        | 4                 |
| Lettonia          | 2                 |
| Lituania          | 2                 |
| Lussemburgo       | 1                 |
| Moldavia          | 1                 |
| Norvegia          | 2                 |
| Paesi Bassi       | 1                 |
| Polonia           | 4                 |
| Portogallo        | 15                |
| Regno Unito       | 2                 |
| Repubblica Ceca   | 9                 |
| Russia            | 6                 |
| Slovacchia        | 23                |
| Spagna            | 22                |
| Svezia            | 1                 |
| Svizzera          | 1                 |
| Ucraina           | 8                 |

### Classifiche di fine anno
| Classifica (2023) | Posizione |
| ----------------- | --------- |
| Austria           | 31        |
| Belgio (Fiandre)  | 2         |
| Belgio (Vallonia) | 2         |
| Bielorussia       | 25        |
| Bulgaria          | 10        |
| Danimarca         | 57        |
| Estonia           | 81        |
| Francia           | 21        |
| Germania          | 56        |
| Islanda           | 1         |
| Kazakistan        | 20        |
| Moldavia          | 25        |
| Norvegia          | 8         |
| Paesi Bassi       | 7         |
| Polonia           | 30        |
| Portogallo        | 68        |
| Regno Unito       | 84        |
| Russia            | 51        |
| Svezia            | 3         |
| Svizzera          | 9         |
| Ucraina           | 30        |
| Classifica (2024) | Posizione |
| Bielorussia       | 79        |
| Estonia           | 173       |
| Francia           | 82        |
| Moldavia          | 20        |
| Portogallo        | 118       |
| Svizzera          | 54        |
| Ucraina           | 63        |

## Altre versioni
Nel settembre 2023 Manu e Simone Mendes hanno inciso Daqui pra sempre, numero uno nella Brazil Songs, che presenta un'interpolazione della canzone.